# Aaron Royle
Aaron John Royle (Newcastle, 26 de enero de 1990) es un deportista australiano que compite en triatlón.
Ganó tres medallas en el Campeonato Mundial de Triatlón por Relevos Mixtos entre los años 2015 y 2019, y cinco medallas en el Campeonato de Oceanía de Triatlón entre los años 2011 y 2016.

## Palmarés internacional
| Campeonato Mundial por Relevos Mixtos | Campeonato Mundial por Relevos Mixtos | Campeonato Mundial por Relevos Mixtos | Campeonato Mundial por Relevos Mixtos |
| Año                                   | Lugar                                 | Medalla                               | Prueba                                |
| ------------------------------------- | ------------------------------------- | ------------------------------------- | ------------------------------------- |
| 2015                                  | Hamburgo (Alemania)                   | Medalla de plata                      | Relevo mixto                          |
| 2018                                  | Hamburgo (Alemania)                   | Medalla de plata                      | Relevo mixto                          |
| 2019                                  | Hamburgo (Alemania)                   | Medalla de bronce                     | Relevo mixto                          |
| Campeonato de Oceanía                 |                                       |                                       |                                       |
| Año                                   | Lugar                                 | Medalla                               | Prueba                                |
| 2011                                  | Wellington (Nueva Zelanda)            | Medalla de plata                      | Individual                            |
| 2012                                  | Devonport (Australia)                 | Medalla de bronce                     | Individual                            |
| 2013                                  | Wellington (Nueva Zelanda)            | Medalla de plata                      | Individual                            |
| 2014                                  | Devonport (Australia)                 | Medalla de oro                        | Individual                            |
| 2016                                  | Gisborne (Nueva Zelanda)              | Medalla de plata                      | Individual                            |